# إياد محمد الخطيب
إياد محمد الخطيب (مواليد 1974 في دمشق) مهندس اتصالات وسياسي سوري شغل منصب وزير الاتصالات وتقانة المعلومات منذ 26 تشرين الثاني 2018 إلى 10 كانون الأول 2024 بعد يومين من سقوط نظام الأسد.
شغل سابقاً عدداً من المناصب الإدارية بما في ذلك مدير فرع الاتصالات بدمشق، ورئيس القسم الفني في مؤسسة الاتصالات السورية، والمدير التنفيذي لشركة الاتصالات السورية.
في عام 2018 عوقب من قبل الاتحاد الأوروبي.